# 影 (柴咲幸單曲)
《影》為日本歌手柴咲幸於2006年2月15日發行的第9張單曲。

## 概要
- 本單曲為《存在》以來再次搭配為連續劇主題曲。
- 德永英明曾表示「很喜歡這首歌」。[1]

## 發行版本
CD ONLY

## 曲目
1. 影
作詞：柴咲幸、作曲：渡辺未来、編曲：前嶋康明
  - TBS電視台連續劇《白夜行》主題曲
2. interference
作詞：柴咲幸、作曲：Jin Nakamura、編曲：市川淳
3. 那個人 這個人（あのひとこのひと）
作詞：柴咲幸、作曲：so-to、編曲：市川淳
4. 影 (Backing Track)
作曲：渡辺未来、編曲：前嶋康明